# Pyralis cardinalis
Pyralis cardinalis — вид лускокрилих комах з родини вогнівок (Pyralidae). Виокремлений у 2020 році з Pyralis regalis.

## Поширення
Вид поширений в Європі та Північній Азії від Данії та Швеції на заході до Японії та Південної Кореї на сході.